# 대난투 스매시브라더스 DX
《대난투 스매시 브라더스 DX》(일본어: 大乱闘スマッシュブラザーズ DX, 영어: Super Smash Bros. Melee, 약칭 SSBM)는 2001년 HAL 연구소에서 개발하고 게임큐브용으로 닌텐도에서 발매한 크로스오버 대전 격투 게임이며, 슈퍼 스매시브라더스 시리즈의 두 번째 작품이다. 마리오, 젤다의 전설, 스타폭스 및 포켓몬스터와 같은 닌텐도 프랜차이즈의 캐릭터가 등장한다. 스테이지와 게임 플레이 모드 등도 이런 프랜차이즈에서 참조하거나 디자인을 가져왔다.
DX는 첫 게임에서 플레이 할 수 있던 모든 캐릭터를 조종할 수 있으며, 일본 외에는 발매되지 않았던 파이어 엠블렘 등의 프랜차이즈 캐릭터도 추가되었다. DX의 게임플레이 시스템은 일반적인 격투 게임들과 다른데, 대부분의 격투 게임이 체력바 시스템인 것과 다르게, 캐릭터가 받은 대미지가 퍼센트로 표기되며, 받은 대미지가 많을수록 잘 날아가는 시스템이다. 첫 게임을 기반으로 해서 새로운 게임 플레이, 캐릭터, 스테이지 등을 추가하였다. 다인용 비디오 게임의 인기에 따라 DX는 E스포츠 토너먼트에 등장했으며, 가장 인기있는 대전 격투 게임 중 하나다. 2001년 11월에 일본, 2001년 12월에 미국, 2002년 5월에 유럽과 호주에서 처음 출시되었다.
대난투 스매시브라더스 DX는 평론가들로부터 호평을 받았으며, 비주얼, 단순한 조작, 게임 플레이 및 오케스트라로 편곡된 사운드트랙에 대한 찬사를 받았을뿐만 아니라 역대 최고로 위대한 비디오 게임 중 하나로 꼽히는 등 여기저기서 상을 받고 인정받은 게임이다. 출시와 동시에 엄청난 판매량을 보여주어 2008년까지 700만 장 이상 판매되어 게임큐브에서 가장 많이 팔린 게임이 되었다. 이후 2008년에 DX의 후속작으로 대난투 스매시브라더스 X가 Wii로 출시되었다.

## 게임 플레이
전작과 마찬가지로, DX는 상대를 스테이지 밖으로 날려버리는 것이 목표이기 때문에 일반적인 격투 게임과 다르다. 상대를 공격해서 대미지를 축적한 후, 강한 공격으로 날려버리는 것이 목표이다. 캐릭터마다 입은 대미지는 퍼센트 값으로 표시된다. 받은 대미지가 많을수록 플레이어는 더 멀리 날아가게 되고, 더 쉽게 장외된다. 버튼 입력 조합으로 조작하는 다른 격투 게임들과는 달리, 대난투 스매시브라더스 DX의 조작은 대부분 원버튼 입력과 조이스틱으로 이루어진다. 예를 들어, 조이스틱을 옆으로 기울이고 "B" 버튼을 누르면 "옆 필살기"를 사용한다. B를 누른 상태에서 조이스틱을 위, 아래로 기울이거나 전혀 기울이지 않으면 각각 위, 아래, 일반 필살기를 사용한다.
전투 도중에 닌텐도 게임이나 상품과 관련된 아이템이 게임 필드에 떨어지기도 한다. 이 아이템들은 상대에게 피해를 입히는 것부터 플레이어를 회복시키는 것 등 다양한 종류가 있다. 던질 수 있는 아이템(투척 아이템), 휘둘러 타격하는 아이템(타격 아이템), 플레이어의 상태를 변하게 하는 아이템(변화 아이템) 등이 있다.
대부분의 스테이지는 닌텐도 프랜차이즈 또는 특정 닌텐도 게임과 관련된 테마를 가지고 있으며, 플레이어와 상호 작용한다. 예를 들어, "고대 왕국 USA" 스테이지는 슈퍼 마리오 시리즈 테마이며, "신전" 스테이지는 젤다의 전설 테마이다. 스테이지는 3D로 만들어져 있지만 파이터들은 2D 평면 이동만 할 수 있다. 모든 스테이지를 즉시 사용할 수는 없으며, 일부 스테이지는 특정한 조건을 만족해서 잠금을 해제할 수 있다. 일부 스테이지에는 움직이는 것과 발판, 플레이어에게 해를 끼치는 위험 요소가 있으나, 일부 스테이지에는 이런 요소가 부족하다.

### 싱글 플레이어
싱글 플레이어 모드는 플레이어에게 다양한 횡 스크롤 전투 챌린지를 제공한다. 플레이할 수 있는 모드는 플레이어가 여러 상대와 보스를 상대하는 "클래식 모드", 10초 동안 홈런 배트로 샌드백을 멀리 날려버리는 미니게임 "홈런 콘테스트" 등으로 다양하다. 이러한 모드 중 일부는 캐릭터마다 다르다. 예를 들어, "과녁 격파"는 가능한 한 최소한의 시간에 10개의 과녁을 격파하는 것을 목표로, 각 캐릭터에 맞춰 레벨 디자인이 다르게 되어 있다. 이러한 부분은 특정 캐릭터의 과거와 행적을 참조했을 수 있다. 전작의 "Board the Platforms(발판 밟기)" 미니 게임은 DX에서는 삭제되었다. 또한 플레이어를 닌텐도 프랜차이즈 캐릭터들의 세계로 인도하는 "어드벤처 모드"를 도입했다. 그리고 "올스타 모드"는 플레이어가 전투 사이에 스톡 1개와 회복 아이템 3개만 가지고 게임 내 모든 파이터를 물리치는 모드다.

### 멀티 플레이어
멀티 플레이어 모드에서는 최대 4명의 플레이어 또는 컴퓨터가 제어하는 캐릭터가 데스매치 또는 팀으로 싸울 수 있다. 중앙 처리 장치(CPU) 캐릭터의 인공지능(AI) 난이도는 오름차순으로 1부터 9까지 정할 수 있다. 개별 플레이어도 핸디캡을 줄 수 있으며, 핸디캡이 높을수록 플레이어가 더 강해진다. 승리는 게임 유형에 따라 5가지 방식으로 결정된다. 가장 일반적인 멀티 플레이어 모드 두 가지는 "시간전"과 "스톡전"이다. "시간전"은 정해진 시간 동안 더 적게 KO되었거나 상대를 더 많이 KO시킨 플레이어 또는 팀이 승리하고, "스톡전"은 마지막까지 살아 남은 플레이어 또는 팀이 승리하는 모드이다. "코인전"도 있는데, 가장 많은 코인을 모은 플레이어가 승리하는 모드다. 플레이어는 적을 공격해 떨어지는 코인을 얻고, 장외되어 코인을 잃지 않도록 해야 한다. 강한 공격을 받을수록 많은 코인이 떨어진다. 전투 중에 나타나는 아이템의 수와 종류를 옵션으로 설정할 수 있다.

### 피규어
게임을 하면서 닌텐도와 관련된 다양한 캐릭터와 물건 등의 피규어(서구권에서는 "트로피")를 수집할 수 있다. 이 피규어는 게임에서 플레이할 수 없는 시리즈와 캐릭터뿐만 아니라 플레이할 수 있는 캐릭터, 액세서리 및 이와 관련된 아이템 등으로 종류가 다양하다. 피규어는 유명한 캐릭터와 물건, 유명하지 않은 캐릭터와 물건 등이 있으며, 심지어 일본에서만 발매된 게임의 캐릭터나 물건들까지 있을 정도로 그 종류가 다양하다. 전작에서는 이와 비슷한 인형 시스템이 있었으나, 플레이할 수 있는 12명의 캐릭터만 존재했다. 피규어 중 하나는 일본판에만 존재한다.

## 파이터
| 캐릭터명      | 등장하는 게임 시리즈 |
| 마리오        | 슈퍼마리오 시리즈    |
| 루이지        | 슈퍼마리오 시리즈    |
| 피치          | 슈퍼마리오 시리즈    |
| 쿠파          | 슈퍼마리오 시리즈    |
| 닥터 마리오   | 슈퍼마리오 시리즈    |
| 동키콩        | 동키콩 시리즈        |
| 요시          | 요시 시리즈          |
| 링크          | 젤다의 전설 시리즈   |
| 젤다          | 젤다의 전설 시리즈   |
| 가논돌프      | 젤다의 전설 시리즈   |
| 시크          | 젤다의 전설 시리즈   |
| 사무스        | 메트로이드 시리즈    |
| 커비          | 별의 커비 시리즈     |
| 폭스          | 스타폭스 시리즈      |
| 팔코          | 스타폭스 시리즈      |
| 얼음 타기     | 아이스 클라이머      |
| Mr. 게임&워치 | 게임 & 워치          |
| 피츄          | 포켓몬스터 시리즈    |
| 피카츄        | 포켓몬스터 시리즈    |
| 푸린          | 포켓몬스터 시리즈    |
| 뮤츠          | 포켓몬스터 시리즈    |
| 캡틴 팔콘     | F-ZERO 시리즈        |
| 네스          | MOTHER 시리즈        |
| 마르스        | 파이어 엠블렘 시리즈 |
| 로이          | 파이어 엠블렘 시리즈 |

대난투 스매시브라더스 DX에는 25명(젤다와 시크를 다른 캐릭터로 취급하는 경우 26명)의 플레이할 수 있는 캐릭터가 있으며, 전작보다 13명(젤다와 시크를 다른 캐릭터로 취급하는 경우 14명) 더 많다. 처음에는 14명을 사용할 수 있고, 나머지 11명은 조건을 만족해야 사용할 수 있다. 게임에 등장하는 모든 캐릭터는 인기있는 닌텐도 프랜차이즈에서 파생되었다. 모든 캐릭터는 그들의 대미지 미터 뒤에 그들의 시리즈를 나타내는 기호를 달고 있다. 예를 들어, 링크의 대미지 미터 뒤에는 트라이포스 기호가 있으며, 포켓몬 시리즈 캐릭터들의 대미지 미터 뒤에는 몬스터볼 기호가 있다. 어떤 캐릭터는 인기 프랜차이즈를 대표하는 반면, 어떤 캐릭터는 게임 발매 당시 잘 알려지지 않은 캐릭터다. 그중 마르스와 로이는 당시 일본 외 지역에서 출시되지 않은 파이어 엠블렘 시리즈를 대표해서 참전했다. 이후, 이 등장으로 인해 파이어 엠블렘 시리즈가 알려지기 시작해 일본 외 국가에도 게임이 발매되는 등 DX에 등장한 캐릭터들은 대부분 인지도가 올라갔다. 게임 내에서 같은 세계관 캐릭터끼리 엮기도 한다. "이벤트전"의 이벤트 중 하나에서 마리오는 피치 공주를 구하기 위해 쿠파를 물리쳐야 한다. 또한, 캐릭터들의 일부 동작은 그 캐릭터가 나온 원작에서 가져온 것이다. 예를 들어, 메트로이드 시리즈의 사무스는 암캐논에서 빔이나 미사일을 발사하며, 링크는 원작에서 사용했던 활과 화살, 부메랑, 폭탄을 필살기로 사용한다.

## 개발 및 출시
HAL 연구소가 스매시브라더스 시리즈를 개발했으며, 대표 제작자는 사쿠라이 마사히로다. 또한 마리오를 창작한 미야모토 시게루가 공동 제작을 맡았다. 이 게임은 게임큐브에 출시된 최초의 게임 중 하나이며 닌텐도 64보다 발전한 그래픽을 강조하였다. 사쿠라이는 게임큐브의 데뷔에 경의를 표하기 위해 오프닝 FMV 시퀀스를 만들고 싶어했다. HAL 연구소와 사쿠라이는 도쿄도에 있는 세 개의 그래픽 하우스와 협력하여 오프닝 시퀀스를 만들었다. 개발자들은 공식 홈페이지를 통해 게임 내 물리학과 세부 사항에 대한 관심을 강조하고 설명하는 스크린샷과 정보를 게시했으며, 전작과의 변경 사항을 강조했다. 이 게임은 13개월 동안 개발했으며, 사쿠라이 마사히로는 이때 휴일과 주말에도 쉬지 않고 게임을 개발했던 자신의 생활이 파괴적이었다고 말했다. 실험적인 시도였던 전작 대난투 스매시브라더스와는 달리, 그는 "내가 그 당시 이끌었던 것 중 가장 큰 프로젝트"라고 주장하면서 질 좋은 속편을 만들어야한다는 큰 부담을 느꼈다고 한다. 괴로운 개발 과정이었음에도 불구하고 사쿠라이는 "시리즈 중 가장 예리한 게임... 플레이하는 것이 정말 기분이 좋았다"고 자랑스럽게 말했다. 그 후속작인 대난투 스매시브라더스 X와 비교해도 그렇다고 했다.
게임의 일본어 공식 웹사이트에서 개발자들은 참전한 캐릭터들이 어떻게 출연하게 되었는지 설명했고, 출시와 동시에 일부 캐릭터들이 참전하지 못한 이유를 설명했다. 처음에 개발팀은 네스를 마더 3의 주인공 류카로 교체하고 싶어했지만, 시간의 지연을 고려해서 네스를 그대로 유지했다고 했다. 이후, 제작자들은 속편 대난투 스매시브라더스 X에 류카를 참전시켰다. 비디오 게임 개발자 고지마 히데오는 당초 사쿠라이에게 솔리드 스네이크의 참전을 요청했지만, 이미 늦어 개발이 너무 진행되었기에 참전하지 못했다고 했다. 또한 소닉 팀에 있었던 나카 유지의 말에 따르면, 미야모토 시게루는 사쿠라이에게 소닉 더 헤지혹의 참전을 요청했지만, 스네이크와 마찬가지로 시간이 늦어서 참전시키지 않았다고 한다. 류카와 마찬가지로 후속작 X에 와서야 참전하게 되었다. 마르스와 로이는 처음에는 일본판에서만 플레이할 수 있도록 고안되었다. 그러나 게임의 북미 현지화 과정에서 좋은 관심을 받아서 개발자들이 서양 버전에도 참전시키기로 결정했다.
사쿠라이는 개발자들이 아이스 클라이머를 게임에 등장시키리라 결정할 때까지 개발팀이 패미컴/NES 시대를 대표하는 다른 4개의 게임 캐릭터를 제안했다고 말했다. 개발자들은 웹사이트에서 서로 매우 비슷한 동작을 가진 캐릭터들을 주목했다. 이러한 캐릭터들은 "클론"으로 일컬어진다.
닌텐도는 Electronic Entertainment Expo 2001에서 이 게임을 플레이할 수 있게 선보였다. 2001년 8월, 닌텐도는 E3에 전시했던 이전 데모를 업데이트해서 Spaceworld에 전시했다. 닌텐도는 게임큐브와 DX가 승자에게 제공되는 토너먼트를 팬들에게 제의했다. 게임이 출시되기 전, 일본 공식 웹사이트에는 매주 스크린샷과 캐릭터 프로필 등을 업데이트로 올렸다. 닌텐도는 이 추세를 이어가 후속작 대난투 스매시브라더스 X에서는 웹사이트에 거의 매일 정보를 업데이트했다. 일본 게임 잡지 패미통은 닌텐도가 일본의 영화관에서 세레비 시간을 초월한 만남 상영 중간에 이 게임을 광고했다고 보도했다. 2003년 1월, 대난투 스매시브라더스 DX는 닌텐도에서 백만 장 이상 판매된 비디오 게임을 홍보하기 위해 사용한 마케팅 레이블 인 Player's Choice의 일부가 되었다. 2005년 8월, 닌텐도는 게임큐브와 함께 게임을 99.99달러에 번들로 제공했다.

### 음악
대난투 스매시브라더스 DX는 닌텐도의 많은 인기 있는 게임 프랜차이즈의 새로운 음악과 재편곡된 음악을 모두 제공한다. 2002년 엔터브레인은 일본에서 "Dairantou Smash Brothers DX Orchestra Concert"라는 사운드 트랙을 발표했다. 2003년, "Smashing... Live!"와 동일한 사운드 트랙이 북미 닌텐도 파워를 구독할 시 주는 보너스로 출시되었고, 또한 영국의 Official Nintendo Magazine에 사은품으로 쓰이기도 했다. 이 사운드트랙에는 게임에서 직접 가져온 음악이 포함되지는 않았지만, 신일본 필하모니 교향악단이 라이브로 연주했던 많은 오케스트라 편곡이 수록되어 있다. 이 게임에는 특정한 조건을 달성해서 잠금해제한 후 얻을 수 있는 곡이 상당히 많다. 같은 웹사이트에서 개발자들은 사쿠라이 마사히로와 게임 작곡가들 간의 게임 음악 및 음성 연기에 대한 토론을 게시했다.
딘 해링턴(Dean Harrington)은 게임 내 내레이터이며, 마스터 핸드와 크레이지 핸드의 목소리도 담당하였다.

## 평가
대난투 스매시브라더스 DX는 평론가들로부터 호평을 받았다. 대부분 전작보다 확장된 게임플레이 기능에 대해서였다. 게임스파이는 "DX는 기능 추가 측면에서 정말 큰 점수를 받았다."라고 말했다. 평론가들은 이 게임을 전작에 호의적으로 비교했다. IGN의 프란 미라벨라 3세(Fran Mirabella III)는 "N64 버전과 완전히 다른 수준이다"라고 말했다. 게임스팟의 미겔 로페즈(Miguel Lopez)는 전작에 비해 고급 "클래식 모드"를 제공했다고 게임을 칭찬하면서 어드벤처 모드를 "정말 복불복 경험"이라고 자세히 설명했다. 싱글 플레이어 모드에 대한 다양한 반응에도 불구하고, 많은 평론가들은 멀티 플레이어 모드가 게임의 강력한 구성 요소라고 말했다. 게임스파이는 이 게임에 대해 리뷰하면서 "다른 콘솔에서 더 즐거운 멀티 플레이어 게임을 찾는 건 어려울 것"이라고 말했다.
DX의 비주얼도 긍정적인 반응을 얻었다. 게임스팟은 "캐릭터 모델이 보기 좋으며, 텍스처의 품질이 놀랍다"라고 칭찬했다. IGN의 프란 미라벨라 3세(Fran Mirabella III)는 게임의 물리, 애니메이션, 그래픽을 칭찬했지만, 그의 동료 맷 카사마시나(Matt Casamassina)는 게임에 대한 두 번째 의견을 제시할 때 "배경 중 일부는 캐릭터에게 부여된 시각적 광택이 부족하다"고 생각했다.
평론가들은 게임의 오케스트레이션된 사운드트랙도 칭찬했다. 게임스팟의 그렉 카사빈(Greg Kasavin)은 "모든 것이 훌륭하게 들린다"고 평했다. 게임스파이는 여러 닌텐도 시리즈의 음악이 향수를 불러 일으켰다고 칭찬했다.
평론가들은 단순한 조작을 좋아했지만,</ref> 게임스팟은 캐릭터가 쉽게 돌진하며 정밀한 동작을 하기 어려운 "과민반응"을 게임의 심각한 결함으로 표현했다.</ref> 게임스파이의 브린 윌리엄스(Bryn Williams)는 "움직임과 조종이 너무 민감하다"며 조작감을 비판했다. DX 게임플레이 시스템의 기본은 닌텐도 캐릭터들 간의 싸움인데, 지나치게 산만한 것으로 여겨져왔다. N-Europe은 다양한 모드로 게임을 즐겼음에도 불구하고, 게임플레이가 "너무 정신나갔나?"라고 질문했다. 이와 비슷하게, 닌텐도 스핀의 클라크 닐슨(Clark Nielsen)은 "DX는 너무 빨랐다", "기량은 실제로 싸우는 것보다 무슨 일이 일어나는지 머리를 쓰는 것에 가까웠다"고 말했다. 이런 게임 속도에 대해서, Edge는 플레이어가 공격을 보고 반응할 시간이 충분하지 않아 "블로킹"과 같은 게임플레이 기능까지 중복으로 만들었다고 평했다.
게임에 새로운 기능이 추가되었음에도 불구하고, 일부 평론은 DX가 독창성이 부족하고 전작 대난투 스매시브라더스와 너무 비슷하다고 비판했다. GameCritics.com의 케일럽 헤일(Caleb Hale)은 "전작보다 모든 면에서 훌륭했다"고 하면서도 "게임이 전작에서 크게 바뀌지 않았다"고 느꼈다고 말했다. 이와 비슷한 관점으로, Edge는 혁신의 부족에 대해 "진화가 아니라 재생산"이라고 말했다. 지난 닌텐도 게임들을 암시하는 스테이지와 아이템뿐만 아니라, 게임에 대한 향수를 불러일으키는 성질은 긍정적인 반응을 얻었다.</ref> 게임 저널리스트들은 26명의 닌텐도 캐릭터뿐만 아니라, 닌텐도 스핀이 "이 게임의 엄청난 추가 요소"라고 언급한 피규어 시스템을 환영했다.